# 2 Grupa Poszukiwawczo-Ratownicza
2 Grupa Poszukiwawczo-Ratownicza (2 GPR) – jednostka Sił Powietrznych dyslokowana w Mińsku Mazowieckim. Jednostka powstała 31 grudnia 2008 na bazie rozformowanej Grupy Poszukiwawczo-Ratowniczej funkcjonującej w strukturach 2 Eskadry Lotnictwa Transportowo-Łącznikowego, zgodnie z rozkazem Dowódcy Sił Powietrznych nr Z-117 z dnia 30 maja 2008. Działalność rozpoczęła 1 stycznia 2009. Podlega bezpośrednio pod 3 Skrzydło Lotnictwa Transportowego. Jednostka została rozlokowana na lotnisku koło Mińska Mazowieckiego, na terenie 23 Bazy Lotnictwa Taktycznego.
2 GPR jest samodzielną jednostką wojskową przeznaczoną do realizacji zadań ASAR na obszarze Rzeczypospolitej Polskiej oraz w obszarze przygranicznym państw sąsiednich. Do jej głównych zadań należy utrzymanie w gotowości personelu latającego, technicznego, śmigłowców i sprzętu zabezpieczającego do pełnienia dyżurów poszukiwawczo-ratowniczych w systemie ASAR.
W skład jednostki wchodzi klucz lotniczy, zespół eksploatacji, zespół ratownictwa medycznego, pion bezpieczeństwa lotów, sekcja zabezpieczenia wysokościowo-ratowniczego i sekcja wspomagająca.
Z dniem 29 kwietnia 2025 r. Minister Obrony Narodowej Decyzją nr 51/MON wprowadził oficjalną oznakę rozpoznawczą 2 Grupy Poszukiwawczo-Ratowniczej umundurowania wyjściowego i polowego.

Insygnia 2 GPR
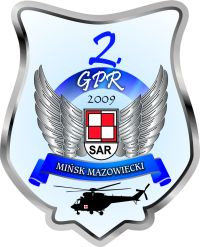
Pierwowzór oznaki rozpoznawczej 2 GPR
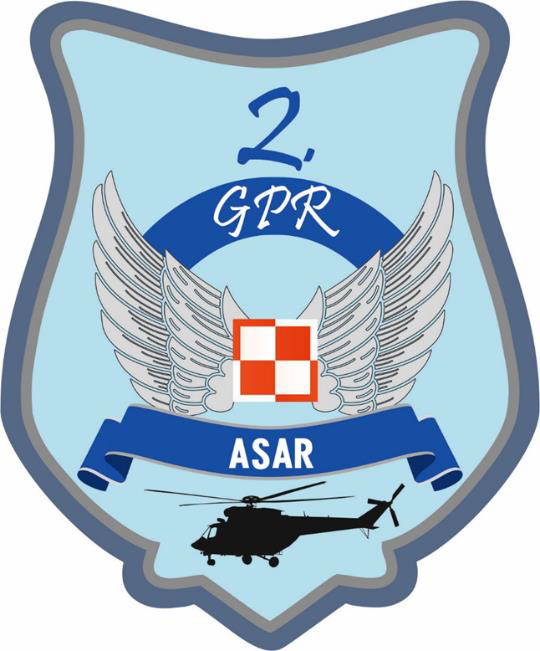
Oznaka rozpoznawcza na mundur wyjściowy (2025)
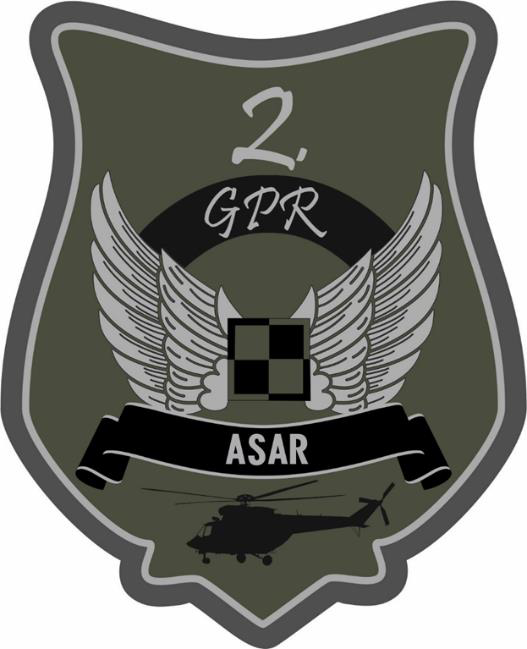
Oznaka rozpoznawcza na mundur polowy (2025)

## Dowódcy
- kpt. pil. Zbigniew Kowalski (cz.p.o.) – 1 stycznia 2009 – 15 czerwca 2009
- mjr pil. Piotr Bieżoński – 15 czerwca 2009 – 20 lutego 2017
- mjr pil. Artur Golis – 20 lutego 2017 – 5 sierpnia 2019[potrzebny przypis]
- mjr pil. Marcin Gancarczyk – 5 sierpnia 2019 – 4 kwietnia 2022[potrzebny przypis]
- mjr pil. Hubert Kopacz – 4 kwietnia 2022 – 29 listopada 2024
- kpt. pil. Karol Borkowski  (cz.p.o.) - obecnie

## Wyposażenie
- 4 śmigłowce W-3WA SAR Sokół[3]

Wycofane:
- 2 śmigłowce Mi-2RL[3]